# ادیستو بیچ (کارولینای جنوبی)
ادیستو بیچ(به انگلیسی: Edisto Beach) شهری در ایالت کارولینای جنوبی کشور ایالات متحده آمریکا است که جمعیت آن در سرشماری سال ۲۰۱۰ میلادی، ۴۱۴ نفر بوده‌است.